# Szerzyna
Szerzyna – przysiółek wsi Strzelce w Polsce, położony w województwie opolskim, w powiecie namysłowskim, w gminie Domaszowice.
W latach 1975–1998 przysiółek należał administracyjnie do województwa opolskiego.

## Nazwa
Nazwa pochodzi od polskiego określenia oznaczającego miarę - "szerokości". Heinrich Adamy w swoim dziele o nazwach miejscowych na Śląsku wydanym w 1888 roku we Wrocławiu wymienia najstarszą nazwę miejscowości w dwóch formach łacińskiej oraz polskiej "Serin (Szerzyna)" tłumacząc jej znaczenie "Breitenau" czyli po polsku "szerokie". Nazwa została później fonetycznie zgermanizowana przez Niemców na Syrin w wyniku czego utraciła swoje pierwotne znaczenie.